# Onciale 0230
- Papyrus
- Onciale
- Minuscules
- Lectionnaire

Le Codex 0230 (dans la numérotation Gregory-Aland), est un manuscrit du Nouveau Testament sur parchemin écrit en écriture grecque onciale.

## Description
Le codex se compose d'une folio. Il est écrit en deux colonnes par page, de 4 lignes par colonne. Les dimensions du manuscrit sont 34 × 27 cm,. Les paléographes datent ce manuscrit du IVe siècle.
C'est un manuscrit contenant le texte incomplet de l'Épître aux Éphésiens (6,11-12).
Le texte du codex représenté type inconnu. Kurt Aland ne l'a pas placé dans aucune Catégorie. 
Le manuscrit a été examiné par Giovanni Mercati en 1953.
Lieu de conservation
Il est conservé à la Bibliothèque Laurentienne (PSI 1306) à Florence,.